# اچ‌ام‌اس ویکتوری (۱۷۳۷)
اچ‌ام‌اس کشتی (۱۷۳۷) (به انگلیسی: HMS Victory (1737)) یک کشتی بود که طول آن ۱۷۴ فوت (۵۳ متر) بود.